# Pouilly-lès-Feurs

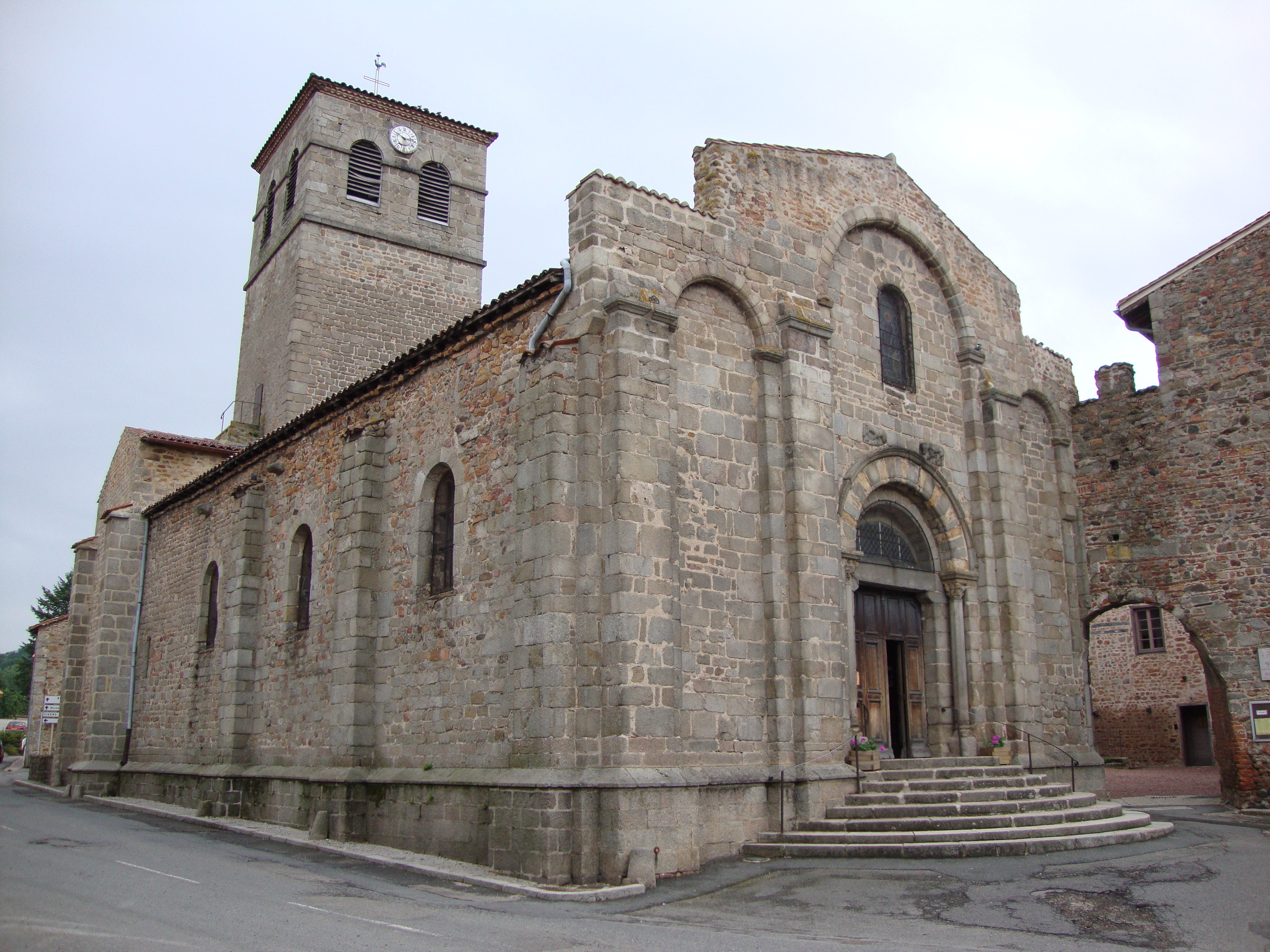
Kościół w Pouilly-lès-Feurs, 2010

Pouilly-lès-Feurs – miejscowość i gmina we Francji, w regionie Owernia-Rodan-Alpy, w departamencie Loara.
Według danych na rok 1990 gminę zamieszkiwało 1021 osób, a gęstość zaludnienia wynosiła 78 osób/km² (wśród 2880 gmin regionu Rodan-Alpy Pouilly-lès-Feurs plasuje się na 766. miejscu pod względem liczby ludności, natomiast pod względem powierzchni na miejscu 901.).